# 루카 리초
루카 리초(이탈리아어: Luca Rizzo, 1992년 4월 24일, 이탈리아 제노바 ~ )는 이탈리아의 축구 선수이다.

## 선수 경력
고향팀 삼프도리아 유소년팀 출신인 리초는 세 차례에 걸쳐 하부 리그인 레가 프로 프리마 디비시오네 클럽들인 페르고크레마와 폴리뇨에 2011–12 시즌 그리고 피사로 2012–13 시즌에 임대를 떠났다.
2013년 7월 9일, 그는 공동 소유 계약 옵션이 달린 임시 계약을 통해 세리에 B팀 모데나에 입단했다. 모데나는 성공적으로 한 시즌을 보내고 옵션을 없앴고, 삼프도리아 역시도 공동 소유 계약 옵션을 없애버렸다.